# Pilea zaranensis
Pilea zaranensis är en nässelväxtart som beskrevs av P. van Royen. Pilea zaranensis ingår i släktet pileor, och familjen nässelväxter. Inga underarter finns listade i Catalogue of Life.